# 條紋鮨
條紋鮨，為輻鰭魚綱鱸形目鱸亞目鮨科的其中一種，分布於東太平洋區，從加利福尼亞灣至智利海域，棲息深度6-61公尺，體長可達17.8公分，生活在礁沙混區，為底棲性魚類，屬肉食性，生活習性不明。

## 擴展閱讀
維基物種上的相關：條紋鮨